# Мкртчян Артур Асланович
Мкртчян Артур Асланович (вірм. Արթուր Մկրտչյան, 16 лютого 1959, Гадрут, НКАО — 14 квітня 1992, Степанакерт, НКР) — державний та політичний
діяч НКР.
- 1981 — закінчив історичний факультет Єреванського державного університету.
- 1982 — вступив до аспірантури Московського інституту краєзнавства та етнографії.
- 1986 — повернувся в м. Єреван і деякий час працював в інституті краєзнавства та етнографії. Потім повернувся на батьківщину і працював директором Гадрутського краєзнавчого музею.
- 1988 — захистив кандидатську дисертацію, здобувши ступінь кандидата історичних наук. Депутат Верховної Ради НКР першого скликання.
- Січень-квітень 1992 — був головою Верховної ради НКР.
- 14 квітня 1992 — вбитий при нез'ясованих обставинах.